# Circuito Mantiqueira

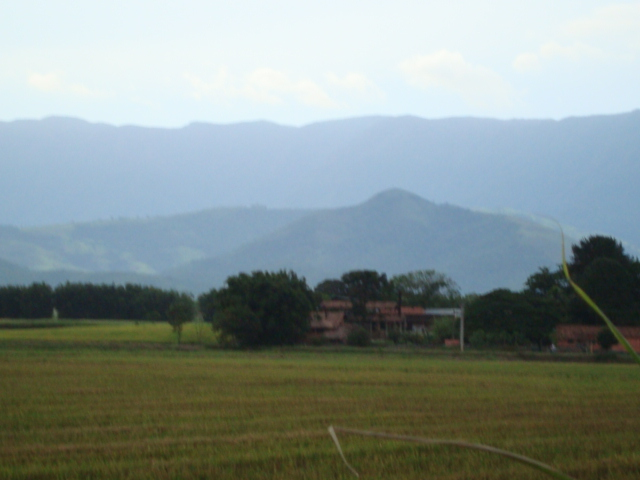
Serra da Mantiqueira, Grande cadeia montanhosa da região Sudeste do Brasil - vista a partir da planicie - Sede da Cachaça Sapucaia

O Circuito Mantiqueira é o nome que se dá à região onde se localizam os municípios de Campos do Jordão, Santo Antônio do Pinhal, São Bento do Sapucaí, Pindamonhangaba, São José dos Campos (São Francisco Xavier), Monteiro Lobato e Piquete. A gestão é realizada pelo Campos do Jordão e Região Convention & Visitors Bureau, que tem como presidente Sr. Hans Otto Taube, em parceria com o Sebrae e patrocínio da Fundação Lia Maria Aguiar.

## Circuito Mantiqueira

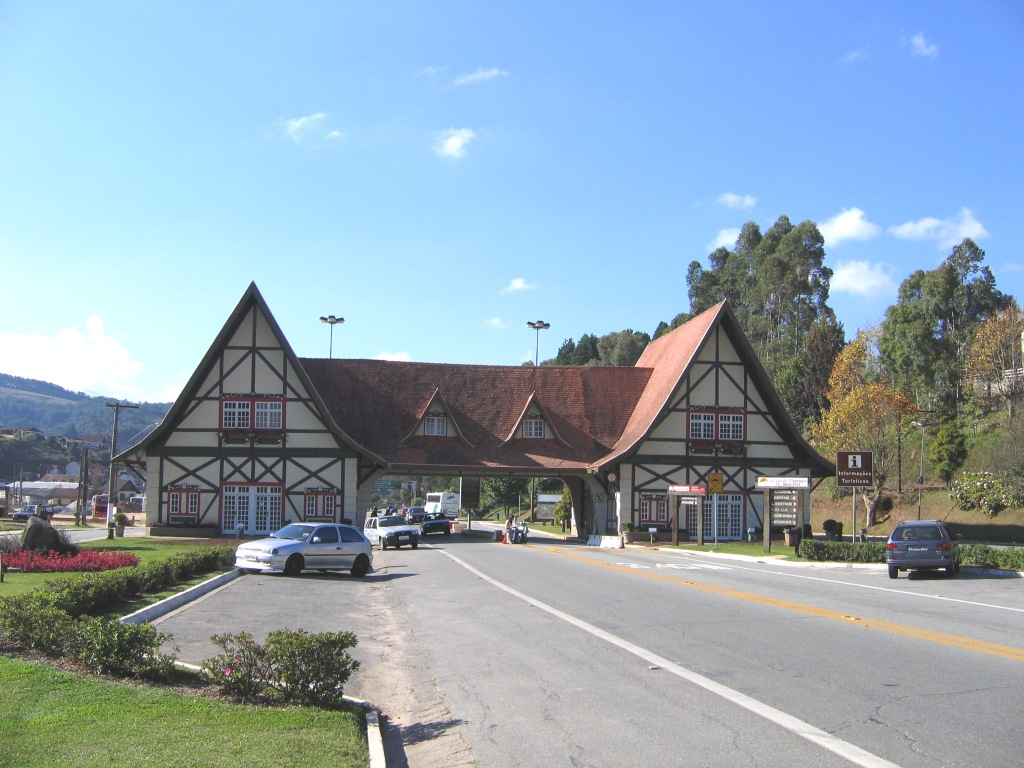
Pórtico da cidade de Campos do Jordão-SP.

Projeto de integração turística entre 07 cidades que se localizam na Serra da Mantiqueira, são elas Campos do Jordão, São José do Campos/São Francisco Xavier, São Bento do Sapucaí, Santo Antônio do Pinhal, Piquete, Pindamonhangaba e Monteiro Lobato. Criado há 5 anos o Projeto contempla dentre as suas funcionalidades o desenvolvimento-social e desenvolvimento-turístico.